# Вільгюзьян-ле-Лак
Вільгюзья́н-ле-Лак, Вільґюзьян-ле-Лак (фр. Villegusien-le-Lac) — муніципалітет у Франції, у регіоні Гранд-Ест, департамент Верхня Марна. Населення — 987 осіб (01.01.2021).
Муніципалітет розташований на відстані близько 260 км на південний схід від Парижа, 155 км на південний схід від Шалон-ан-Шампань, 45 км на південь від Шомона.

## Історія
До 2015 року муніципалітет перебував у складі регіону Шампань-Арденни. Від 1 січня 2016 року належить до нового об'єднаного регіону Гранд-Ест.
1 січня 2016 року до Вільгюзьян-ле-Лак приєднали колишній муніципалітет Еє-Коттон.

## Демографія
Динаміка населення (INSEE ):
Розподіл населення за віком та статтю (2006):
| Стать | Всього | До 15 років | 15-24 | 25-44 | 45-64 | 65-85 | Понад 85 |
| --- | ------ | ----------- | ----- | ----- | ----- | ----- | -------- |
| Чоловіки | 376    | 76          | 44    | 88    | 92    | 64    | 12       |
| Жінки | 348    | 76          | 28    | 96    | 68    | 68    | 12       |
| \| Статево-вікова піраміда \| Статево-вікова піраміда \| Статево-вікова піраміда \| \| ----------------------- \| ----------------------- \| ----------------------- \| \| Чоловіки \| Вік \| Жінки \| \| 12 \| 85 + \| 12 \| \| 12 \| 80-84 \| 16 \| \| 24 \| 75-79 \| 24 \| \| 16 \| 70-74 \| 12 \| \| 12 \| 65-69 \| 16 \| \| 24 \| 60-64 \| 16 \| \| 32 \| 55-59 \| 20 \| \| 16 \| 50-54 \| 16 \| \| 20 \| 45-49 \| 16 \| \| 28 \| 40-44 \| 24 \| \| 28 \| 35-39 \| 24 \| \| 20 \| 30-34 \| 32 \| \| 12 \| 25-29 \| 16 \| \| 24 \| 20-24 \| 12 \| \| 20 \| 15-20 \| 16 \| \| 24 \| 10-14 \| 20 \| \| 40 \| 5-9 \| 20 \| \| 12 \| 0-4 \| 36 \| |        |             |       |       |       |       |          |
| Статево-вікова піраміда |        |             |       |       |       |       |          |
| Чоловіки | Вік    | Жінки       |       |       |       |       |          |
| 12 | 85 +   | 12          |       |       |       |       |          |
| 12 | 80-84  | 16          |       |       |       |       |          |
| 24 | 75-79  | 24          |       |       |       |       |          |
| 16 | 70-74  | 12          |       |       |       |       |          |
| 12 | 65-69  | 16          |       |       |       |       |          |
| 24 | 60-64  | 16          |       |       |       |       |          |
| 32 | 55-59  | 20          |       |       |       |       |          |
| 16 | 50-54  | 16          |       |       |       |       |          |
| 20 | 45-49  | 16          |       |       |       |       |          |
| 28 | 40-44  | 24          |       |       |       |       |          |
| 28 | 35-39  | 24          |       |       |       |       |          |
| 20 | 30-34  | 32          |       |       |       |       |          |
| 12 | 25-29  | 16          |       |       |       |       |          |
| 24 | 20-24  | 12          |       |       |       |       |          |
| 20 | 15-20  | 16          |       |       |       |       |          |
| 24 | 10-14  | 20          |       |       |       |       |          |
| 40 | 5-9    | 20          |       |       |       |       |          |
| 12 | 0-4    | 36          |       |       |       |       |          |

## Економіка
2010 року серед 441 особи працездатного віку (15—64 років) 342 були активними, 99 — неактивними (показник активності 77,6%, у 1999 році було 67,6%). З 342 активних мешканців працювало 313 осіб (169 чоловіків та 144 жінки), безробітними було 29 (13 чоловіків та 16 жінок). Серед 99 неактивних 28 осіб було учнями чи студентами, 43 — пенсіонерами, 28 були неактивними з інших причин.

У 2010 році в муніципалітеті числилось 336 оподаткованих домогосподарств, у яких проживали 765,0 особи, медіана доходів виносила 18 411 євро на одного особоспоживача